# Hokej na travi na OI 2000.
Olimpijske igre 2000. su se održale u Australiji, u Sydneyu.

## Mjesta odigravanja susreta
Susreti su se igrali u hokejaškom igralištu sidnejskog olimpijskog parka.

## Momčadi sudionice
Sudjelovalo je dvanaest momčadi: Pakistan, Indija, Kanada, Malezija, Južna Koreja, Nizozemska, Argentina, Uj. Kraljevstvo, Njemačka, Španjolska, Poljska i domaćin Australija.

### Argentina
Pablo Moreira, Juan Pablo Hourquebie, Máximo Pellegrino, Matias Vila, Ezequiel Paulón, Mariano Chao, Mario Almada, Carlos Retegui, Rodrigo Vila, Tomás MacCormik, Santiago Capurro, Marcos Riccardi, Jorge Lombi, Fernando Zylberberg, Germán Orozco, Fernando Oscaris

### Australija
Michael Brennan, Adam Commens, Jason Duff, Troy Elder, James Elmer, Damon Diletti, Lachlan Dreher, Paul Gaudoin, Jay Stacy, Daniel Sproule, Stephen Davies, Michael York, Craig Victory, Stephen Holt, Matthew Wells, Brent Livermore

### Indija
Devesh Chauhan, Dilip Tirkey, Lazarus Barla, Baljit Singh Saini, Thirumal Valavan, Ramandeep Singh, Mukesh Kumar Nandanoori, Mohammed Riaz, Dhanraj Pillay, Baljit Singh Dhillon, Sameer Dad, Jude Menezes, Deepak Thakur, Gagan Ajit Singh, Sukhbir Singh Gill, Dinesh Nayak

### J. Koreja
Yoon Kim, Seong-Hwan Ji, Jong-Ho Seo, Chel-Hwan Kim, Yong-Bae Kim, Hyung-Bae Han, Kyung-Seok Kim, Jung-Chul Kim, Seung-Tae Song, Keon-Wook Kang, Jong-Hyun Hwang, Jung-Woo Lim, Jong-Ha Jeon, Hong-Kwon Jeon, Woon-Kon Yeo, Jong-Chun Lim

### Kanada
Hari Kant, Mike Mahood, Ian Bird, Alan Brahmst, Robin D'Abreo, Chris Gifford, Andrew Griffiths, Ken Pereira, Scott Mosher, Peter Milkovich , Bindi Kullar, Rob Short, Ronnie Jagday, Sean Campbell, Paul Wettlaufer, Ravi Kahlon

### Malezija
Roslan Jamaluddin, Singh Maninderjit, Chua Boon Huat, Gobinathan Krishnamurthy, Kuhan Shanmuganathan, Nor Azlan Bakar, Chairil Anwar Abdul Aziz, Mohan Jiwa, Mohammed Madzli Ikmar, Ibrahim Suhaimi, Nor Saiful Zaini Nasiruddin, Keevan Raj Kalikavandan, Mirnawan Nawawi, Calvin Fernandez, Abdul Rahman Shaiful Azli, Ibrahim Mohammed Nasihin

### Nizozemska
Ronald Jansen, Bram Lomans, Diederik van Weel, Erik Jazet, Peter Windt, Wouter van Pelt, Sander van der Weide, Jacques Brinkman, Piet-Hein Geeris, Stephan Veen, Marten Eikelboom, Jeroen Delmee, Guus Vogels, Teun de Nooijer, Remco van Wijk, Jaap-Derk Buma

### Njemačka
Christopher Reitz, Clemens Arnold, Philipp Crone, Christian Wein, Björn Michel, Sascha Reinelt, Oliver Domke, Christoph Eimer, Björn Emmerling, Christoph Bechmann, Michael Green, Tibor Weißenborn, Florian Kunz, Christian Mayerhöfer, Matthias Witthaus, Ulrich Moissl

### Pakistan
Ahmad Alam, Ali Raza, Tariq Imran, Irfan Yousaf, Imran Yousaf, Waseem Ahmad, Mohammad Nadeem, Atif Bashir, Kamran Ashraf, Mohammad Sarwar, Mohammad Qasim, Sohail Abbas, Mohammad Shafqat, Sameer Hussain, Kashif Javad, Muhammad Anis

### Poljska
Paweł Sobczak, Paweł Jakubiak, Dariusz Małecki, Tomasz Szmidt, Robert Grzeszczak, Zbigniew Juszczak, Rafał Grotowski, Krzysztof Wybieralski, Tomasz Choczaj, Piotr Mikuła, Tomasz Cichy, Dariusz Marcinkowski, Łukasz Wybieralski, Aleksander Korcz, Eugeniusz Gaczkowski, Marcin Pobuta

### Španjolska
Ramón Jufresa, Bernardino Herrera, Joaquín Malgosa, Jaime Amat, Kiko Fábregas, Juan Escarré, Jordi Casas, Pablo Amat, Eduardo Tubau, Javier Arnau, Ramón Sala, Juan Dinarés, Josep Sánchez, Pablo Usoz, Xavier Ribas, Rodrigo Garza

### Uj. Kraljevstvo
Simon Mason, David Luckes, Jon Wyatt, Julian Halls, Tom Bertram, Craig Parnham, Guy Fordham, Ben Sharpe, Mark Pearn, Jimmy Wallis, Brett Garrard, Bill Waugh, Daniel Hall, Michael Johnson, Calum Giles, David Hacker

## Natjecateljski sustav
Natjecanje se odvijalo u dva kruga. Prvi se igrao u dvjema skupinama po 6 momčadi. Igralo se po jednostrukom ligaškom sustavu. Za pobjedu se po prvi put dobivalo 3 boda, za neriješeno bod, a za poraz ništa.
Prve dvije momčadi iz obiju skupina su igrale unakrižno poluzavršnicu A1-B2 i A2-B1. Pobjednici su igrali završnicu, poraženi za broncu.

3. i 4. iz skupina su igrali unakrižno za poredak od 5. do 8. mjesta. Pobjednici su igrali za 5., a poraženi za 7. mjesto.

5. i 6. iz skupina su igrali unakrižno za poredak od 9. do 12. mjesta. Pobjednici su igrali za 9., a poraženi za 11. mjesto.

## Rezultati

### Prvi krug - po skupinama

#### Skupina "A"
| Nadnevak  |       | Momčad          |       | Momčad          |
| --------- | ----- | --------------- | ----- | --------------- |
| 16. rujna | 13:30 | Nizozemska      | 4 : 2 | Uj. Kraljevstvo |
| 16. rujna | 18:30 | Kanada          | 2 : 2 | Pakistan        |
| 16. rujna | 20:30 | Malezija        | 0 : 1 | Njemačka        |
| 18. rujna | 10:30 | Nizozemska      | 0 : 0 | Malezija        |
| 18. rujna | 13:30 | Uj. Kraljevstvo | 1 : 8 | Pakistan        |
| 18. rujna | 15:30 | Njemačka        | 2 : 1 | Kanada          |
| 20. rujna | 13:30 | Nizozemska      | 5 : 2 | Kanada          |
| 20. rujna | 15:30 | Malezija        | 2 : 2 | Uj. Kraljevstvo |
| 21. rujna | 15:30 | Njemačka        | 1 : 1 | Pakistan        |
| 23. rujna | 13:30 | Malezija        | 2 : 2 | Pakistan        |
| 23. rujna | 20:30 | Nizozemska      | 2 : 2 | Njemačka        |
| 24. rujna | 19:00 | Uj. Kraljevstvo | 1 : 1 | Kanada          |
| 26. rujna | 10:30 | Malezija        | 1 : 1 | Kanada          |
| 26. rujna | 15:30 | Nizozemska      | 0 : 2 | Pakistan        |
| 26. rujna | 18:30 | Njemačka        | 1 : 2 | Uj. Kraljevstvo |

| Mj. | Država          | Ut | Pb | N | Pz | Pos | Pri | RP | Bod |
| --- | --------------- | -- | -- | - | -- | --- | --- | -- | --- |
| 1.  | Pakistan        | 5  | 2  | 3 | 0  | 15  | 6   | 9  | 9   |
| 2.  | Nizozemska      | 5  | 2  | 2 | 1  | 11  | 8   | 3  | 8   |
| 3.  | Njemačka        | 5  | 2  | 2 | 1  | 7   | 6   | 1  | 8   |
| 4.  | Uj. Kraljevstvo | 5  | 1  | 2 | 2  | 8   | 16  | -8 | 5   |
| 5.  | Malezija        | 5  | 0  | 4 | 1  | 5   | 6   | -1 | 4   |
| 6.  | Kanada          | 5  | 0  | 3 | 2  | 7   | 11  | -4 | 3   |

#### Skupina "B"
| Nadnevak  |       | Momčad     |       | Momčad     |
| --------- | ----- | ---------- | ----- | ---------- |
| 16. rujna | 15:30 | Španjolska | 1 : 1 | J. Koreja  |
| 17. rujna | 8:30  | Australija | 4 : 0 | Poljska    |
| 17. rujna | 10:30 | Argentina  | 0 : 3 | Indija     |
| 19. rujna | 10:30 | Španjolska | 1 : 4 | Poljska    |
| 19. rujna | 18:30 | Argentina  | 2 : 2 | J. Koreja  |
| 19. rujna | 20:30 | Australija | 2 : 2 | Indija     |
| 21. rujna | 8:30  | J. Koreja  | 2 : 0 | Indija     |
| 21. rujna | 10:30 | Argentina  | 5 : 5 | Poljska    |
| 21. rujna | 13:30 | Španjolska | 2 : 2 | Australija |
| 23. rujna | 15:30 | Španjolska | 2 : 3 | Indija     |
| 23. rujna | 18:30 | Australija | 2 : 1 | Argentina  |
| 24. rujna | 21:00 | Poljska    | 2 : 3 | J. Koreja  |
| 25. rujna | 8:30  | Španjolska | 1 : 5 | Argentina  |
| 26. rujna | 13:30 | Australija | 2 : 1 | J. Koreja  |
| 26. rujna | 20:30 | Poljska    | 1 : 1 | Indija     |

| Mj. | Država     | Ut | Pb | N | Pz | Pos | Pri | RP | Bod |
| --- | ---------- | -- | -- | - | -- | --- | --- | -- | --- |
| 1.  | Australija | 5  | 3  | 2 | 0  | 12  | 6   | 6  | 11  |
| 2.  | J. Koreja  | 5  | 2  | 2 | 1  | 9   | 7   | 2  | 8   |
| 3.  | Indija     | 5  | 2  | 2 | 1  | 9   | 7   | 2  | 8   |
| 4.  | Argentina  | 5  | 1  | 2 | 2  | 13  | 13  | 0  | 5   |
| 5.  | Poljska    | 5  | 1  | 2 | 2  | 12  | 14  | -2 | 5   |
| 6.  | Španjolska | 5  | 0  | 2 | 3  | 7   | 15  | -8 | 2   |

### Drugi krug - za poredak

#### Za 9. – 12. mjesto
| Nadnevak  |       | Momčad   |       | Momčad     |
| --------- | ----- | -------- | ----- | ---------- |
| 27. rujna | 20:30 | Malezija | 0 : 1 | Španjolska |
| 28. rujna | 17:30 | Kanada   | 3 : 2 | Poljska    |

- za 11. mjesto

| Nadnevak  |       | Momčad   |       | Momčad  |
| --------- | ----- | -------- | ----- | ------- |
| 30. rujna | 11:30 | Malezija | 3 : 2 | Poljska |

- za 9. mjesto

| Nadnevak  |       | Momčad     |       | Momčad |
| --------- | ----- | ---------- | ----- | ------ |
| 30. rujna | 14:00 | Španjolska | 3 : 0 | Kanada |

#### Za 5. – 8. mjesto
| Nadnevak  |       | Momčad          |       | Momčad    |
| --------- | ----- | --------------- | ----- | --------- |
| 28. rujna | 9:00  | Uj. Kraljevstvo | 2 : 1 | Indija    |
| 28. rujna | 10:30 | Njemačka        | 6 : 2 | Argentina |

- za 7. mjesto

| Nadnevak  |       | Momčad |       | Momčad    |
| --------- | ----- | ------ | ----- | --------- |
| 29. rujna | 11:30 | Indija | 3 : 1 | Argentina |

- za 5. mjesto

| Nadnevak  |       | Momčad          |       | Momčad   |
| --------- | ----- | --------------- | ----- | -------- |
| 29. rujna | 14:00 | Uj. Kraljevstvo | 0 : 4 | Njemačka |

### Poluzavršnica
| Nadnevak  |       | Momčad     |       | Momčad     |
| --------- | ----- | ---------- | ----- | ---------- |
| 28. rujna | 14:00 | Pakistan   | 0 : 1 | J. Koreja  |
| 28. rujna | 20:00 | Nizozemska | 0 : 0 | Australija |

Nizozemska je pobijedila nakon raspucavanja sa 5:4.
- za brončano odličje

| Nadnevak  |       | Momčad   |       | Momčad     |
| --------- | ----- | -------- | ----- | ---------- |
| 30. rujna | 17:30 | Pakistan | 3 : 6 | Australija |

### Završnica
| Nadnevak  |       | Momčad    |       | Momčad     |
| --------- | ----- | --------- | ----- | ---------- |
| 30. rujna | 20:00 | J. Koreja | 3 : 3 | Nizozemska |

Nizozemska je pobijedila nakon raspucavanja sa 5:4.
Pobijedila je momčad Nizozemske.

## Završni poredak
| Momčadi |                        |
| Zlato   | Nizozemska             |
| Srebro  | Južna Koreja           |
| Bronca  | Australija             |
| 4.      | Pakistan               |
| 5.      | Njemačka               |
| 6.      | Ujedinjeno Kraljevstvo |
| 7.      | Indija                 |
| 8.      | Argentina              |
| 9.      | Španjolska             |
| 10.     | Kanada                 |
| 11.     | Malezija               |
| 12.     | Poljska                |

| Olimpijski prvaci 2000. |
| ----------------------- |
| Nizozemska Drugi naslov |

## Djevojčadi sudionice
Na olimpijski turnir su se plasirale djevojčadi koje su prošle izlučni turnir te djevojčadi koje su se izravno plasirale na turnir: domaćinke, braniteljica naslova i oceanijske prvakinje Australije te djevojčadi koje su osvajanjem kontinentalnog naslova stekle to pravo - panameričke prvakinje Argentine, azijske prvakinje Južne Koreje, europske prvakinje Nizozemske i sveafričke prvakinje JAR-a.
Sudjelovale su djevojčadi: JAR-a, Južne Koreje, Argentine, Njemačke, Nizozemske, Uj. Kraljevstva, Španjolske, Kine, Novog Zelanda i domaćina Australije.

### Argentina
Mariela Antoniska, Agustina Garcia, Magdalena Aicega, Maria Paz Ferrari, Anabel Gambero, Ayelén Stepnik, Ines Arrondo, Luciana Aymar, Vanina Oneto, Jorgelina Rimoldi, Karina Masotta, Paola Vukojicic, Laura Maiztegui, Mercedes Margalot, Maria de la Paz Hernandez, Cecilia Rognoni

### Australija
Alyson Annan, Juliet Haslam, Alison Peek, Claire Mitchell-Taverner, Kate Starre, Kate Allen, Lisa Carruthers, Rechelle Hawkes, Clover Maitland, Rachel Imison, Angie Skirving, Julie Towers, Renita Farrell, Jenny Morris, Katrina Powell, Nikki Hudson

### JAR
Paola Vidulich, Inke van Wyk, Jacqueline Geyser, Carina van Zijl, Anli Kotze, Michele MacNaughton, Karen Roberts, Lindsey Carlisle, Karen Symons, Kerry Bee, Pietie Coetzee, Alison Dare, Luntu Ntloko, Marilyn Agliotti, Caryn Bentley, Susan Wessels

### J. Koreja
Yong-Sook Park, Sun-Hwa Lee, Eun-Jin Kim, Mi-Hyun Kim, Mi-Kyung Shin, Jin-Hyuk Bang, Seong-Eun Kim, Soo-Jung Kim, Seung-Shin Oh, Myung-Ok Kim, Eun-Young Lee, Hang-Joo Jung, Eun-Kyung Park, Bo-Ra Cho, Hee-Joo Yoo, Ko-Woon Oh

### Kina
Nie Ya Li, Long Feng Yu, Yang Hongbing, Liu Lijie, Cheng Hui, Shen Lihong, Huang Junxia, Yang Huiping, Yu Yali, Tang Chunling, Zhou Wanfeng, Hou Xiaolan, Ding Hongping, Cai Xuemei, Chen Zhaoxia, Wang Jiuyan

### Nizozemska
Clarinda Sinnige, Macha van der Vaart, Julie Deiters, Fatima Moreira de Melo, Hanneke Smabers, Dillianne van den Boogaard, Margje Teeuwen, Mijntje Donners, Ageeth Boomgaardt, Myrna Veenstra, Minke Smabers, Carole Thate, Fleur van de Kieft, suzan van der Wielen, Minke Booij, Daphne Touw

### Novi Zeland
Skippy Hamahona, Moira Senior, Kylie Foy, Sandy Bennett, Diana Weavers, Rachel Petrie, Anna Lawrence, Jenny Duck, Kate Trolove, Michelle Turner, Mandy Smith, Suzie Muirhead, Anne-Marie Irving, Helen Clarke, Caryn Paewai, Tina Bell-Kake

### Njemačka
Julia Zwehl, Birgit Beyer, Denise Klecker, Tanja Dickenscheid, Nadine Ernsting-Krienke, Inga Möller, Natascha Keller, Friederike Barth, Britta Becker, Marion Rodewald, Heike Lätzsch, Katrin Kauschke, Simone Grässer, Fanny Rinne, Caroline Casaretto, Franziska Gude

### Španjolska
Elena Carrión, Nuria Moreno, Amanda González, Carmen Barea, Sonia de Ignacio-Simo, María del Carmen Martín, Sonia Barrio, Silvia Muñoz, Luci Lopez, Mar Feito, Maider Tellería, Elena Urkizu, Begoña Larzabal, Erdoitza Goikoetxea, Cibeles Romero, Núria Camón

### Uj. Kraljevstvo
Carolyn Reid, Hilary Rose, Kristy Bowden, Jane Smith, Melanie Clewlow, Christine Cook, Kathryn Johnson, Lucilla Wright, Jane Sixsmith, Rhona Simpson, Denise Marston-Smith, Helen Henderson, Fiona Greenham, Pauline Stott, Kate Walsh, Mandy Nicholson

## Natjecateljski sustav
Natjecanje se odvijalo u tri kruga. Prvi se igrao u dvjema skupinama od djevojčadi po 5 momčadi. Igralo se po jednostrukom ligaškom sustavu. Za pobjedu se po prvi put dobivalo 3 boda, za neriješeno bod, a za poraz ništa.
Djevojčadi koje su zauzele 4. i 5. mjesto u skupinama u prvom krugu su razigravale za poredak od 7. do 10. mjesta po unakrižnom sustavu C4-D5 i C5-D4. Pobjednice su igrale za 7., a poražene za 9. mjesto.
Prve tri djevojčadi su prolazile u drugi krug u skupinu za odličja u kojoj se igralo po istom sustavu kao i u prvom krugu. Rezultati iz prvog kruga s djevojčadima koje su prošle u drugi krug su se prenosile u skupinu.

Prve dvije iz te skupine su igrale susret za zlato.
Treća i četvrta djevojčad su igrale susret za broncu.

Poredak ostalih je bio i poredkom od 5. i 6. mjesta.

## Rezultati

### Prvi krug - po skupinama

#### Skupina "C"
| Nadnevak  | Satnica | Djevojčad       |       | Djevojčad       |
| --------- | ------- | --------------- | ----- | --------------- |
| 16. rujna | 8:30    | J. Koreja       | 2 : 3 | Argentina       |
| 17. rujna | 15:30   | Australija      | 2 : 1 | Uj. Kraljevstvo |
| 17. rujna | 18:30   | J. Koreja       | 0 : 0 | Španjolska      |
| 18. rujna | 18:30   | Uj. Kraljevstvo | 0 : 1 | Argentina       |
| 19. rujna | 15:30   | Australija      | 1 : 1 | Španjolska      |
| 20. rujna | 10:30   | J. Koreja       | 2 : 2 | Uj. Kraljevstvo |
| 20. rujna | 20:30   | Australija      | 3 : 1 | Argentina       |
| 21. rujna | 20:30   | Argentina       | 0 : 1 | Španjolska      |
| 22. rujna | 15:30   | Australija      | 3 : 0 | J. Koreja       |
| 22. rujna | 20:30   | Uj. Kraljevstvo | 2 : 0 | Španjolska      |

| Mj. | Država          | Ut | Pb | N | Pz | Pos | Pri | RP | Bod |
| --- | --------------- | -- | -- | - | -- | --- | --- | -- | --- |
| 1.  | Australija      | 4  | 3  | 1 | 0  | 9   | 3   | 6  | 10  |
| 2.  | Argentina       | 4  | 2  | 0 | 2  | 5   | 6   | -1 | 6   |
| 3.  | Španjolska      | 4  | 1  | 2 | 1  | 2   | 3   | -1 | 5   |
| 4.  | Uj. Kraljevstvo | 4  | 1  | 1 | 2  | 5   | 5   | 0  | 4   |
| 5.  | J. Koreja       | 4  | 0  | 2 | 2  | 4   | 8   | -4 | 2   |

#### Skupina "D"
| Nadnevak  | Satnica | Djevojčad   |       | Djevojčad   |
| --------- | ------- | ----------- | ----- | ----------- |
| 16. rujna | 10:30   | Njemačka    | 1 : 1 | Novi Zeland |
| 17. rujna | 13:30   | Nizozemska  | 1 : 2 | Kina        |
| 17. rujna | 20:30   | Njemačka    | 2 : 1 | JAR         |
| 18. rujna | 20:30   | Kina        | 0 : 2 | Novi Zeland |
| 19. rujna | 13:30   | Nizozemska  | 2 : 2 | JAR         |
| 20. rujna | 8:30    | Njemačka    | 1 : 2 | Kina        |
| 20. rujna | 18:30   | Nizozemska  | 4 : 3 | Novi Zeland |
| 21. rujna | 18:30   | Novi Zeland | 1 : 0 | JAR         |
| 22. rujna | 13:30   | Nizozemska  | 2 : 2 | Njemačka    |
| 22. rujna | 18:30   | Kina        | 0 : 1 | JAR         |

| Mj. | Država      | Ut | Pb | N | Pz | Pos | Pri | RP | Bod |
| --- | ----------- | -- | -- | - | -- | --- | --- | -- | --- |
| 1.  | Novi Zeland | 4  | 2  | 1 | 1  | 7   | 5   | 2  | 7   |
| 2.  | Kina        | 4  | 2  | 0 | 2  | 4   | 5   | -1 | 6   |
| 3.  | Nizozemska  | 4  | 1  | 2 | 1  | 9   | 9   | 0  | 5   |
| 4.  | Njemačka    | 4  | 1  | 2 | 1  | 6   | 6   | 0  | 5   |
| 5.  | JAR         | 4  | 1  | 1 | 2  | 4   | 5   | -1 | 4   |

### Drugi krug - za poredak

#### Za 7. – 10. mjesto
| Nadnevak  | Satnica | Djevojčad       |       | Djevojčad |
| --------- | ------- | --------------- | ----- | --------- |
| 25. rujna | 10:30   | Uj. Kraljevstvo | 3 : 2 | JAR       |
| 25. rujna | 15:30   | J. Koreja       | 2 : 3 | Njemačka  |

- za 9. mjesto

| Nadnevak  | Satnica | Djevojčad |       | Djevojčad |
| --------- | ------- | --------- | ----- | --------- |
| 27. rujna | 8:30    | JAR       | 0 : 3 | J. Koreja |

- za 7. mjesto

| Nadnevak  | Satnica | Djevojčad       |       | Djevojčad |
| --------- | ------- | --------------- | ----- | --------- |
| 27. rujna | 13:00   | Uj. Kraljevstvo | 0 : 2 | Njemačka  |

### Drugi krug - za odličja, u skupini
| Nadnevak  | Satnica | Djevojčad  |       | Djevojčad   |
| --------- | ------- | ---------- | ----- | ----------- |
| 24. rujna | 11:00   | Španjolska | 0 : 0 | Kina        |
| 24. rujna | 14:00   | Argentina  | 3 : 1 | Nizozemska  |
| 24. rujna | 16:00   | Australija | 3 : 0 | Novi Zeland |
| 25. rujna | 13:30   | Argentina  | 2 : 1 | Kina        |
| 25. rujna | 18:30   | Australija | 5 : 0 | Nizozemska  |
| 25. rujna | 20:30   | Španjolska | 2 : 2 | Novi Zeland |
| 27. rujna | 11:00   | Španjolska | 1 : 2 | Nizozemska  |
| 27. rujna | 16:30   | Argentina  | 7 : 1 | Novi Zeland |
| 27. rujna | 18:30   | Australija | 5 : 1 | Kina        |

| Mj. | Država      | Ut | Pb | N | Pz | Pos | Pri | RP | Bod |
| --- | ----------- | -- | -- | - | -- | --- | --- | -- | --- |
| 1.  | Australija  | 5  | 4  | 1 | 0  | 17  | 3   | 14 | 13  |
| 2.  | Argentina   | 5  | 3  | 0 | 2  | 13  | 7   | 6  | 9   |
| 3.  | Nizozemska  | 5  | 2  | 0 | 3  | 8   | 14  | -6 | 6   |
| 4.  | Španjolska  | 5  | 1  | 3 | 1  | 5   | 5   | 0  | 6   |
| 5.  | Kina        | 5  | 1  | 1 | 3  | 4   | 10  | -6 | 4   |
| 6.  | Novi Zeland | 5  | 1  | 1 | 3  | 8   | 16  | -8 | 4   |

### Treći krug - susreti za odličja
- za brončano odličje

| Nadnevak  | Satnica | Djevojčad  |       | Djevojčad  |
| --------- | ------- | ---------- | ----- | ---------- |
| 29. rujna | 17:30   | Nizozemska | 2 : 0 | Španjolska |

- za zlatno odličje

| Nadnevak  | Satnica | Djevojčad  |       | Djevojčad |
| --------- | ------- | ---------- | ----- | --------- |
| 29. rujna | 20:00   | Australija | 3 : 1 | Argentina |

Pobijedila je djevojčad Australije.

## Završni poredak
| Momčadi |                        |
| Zlato   | Australija             |
| Srebro  | Argentina              |
| Bronca  | Nizozemska             |
| 4.      | Španjolska             |
| 5.      | Kina                   |
| 6.      | Novi Zeland            |
| 7.      | Njemačka               |
| 8.      | Ujedinjeno Kraljevstvo |
| 9.      | Južna Koreja           |
| 10.     | JAR                    |

| Olimpijske prvakinje 2000. |
| -------------------------- |
| Australija Treći naslov    |